# William Henry Coleman

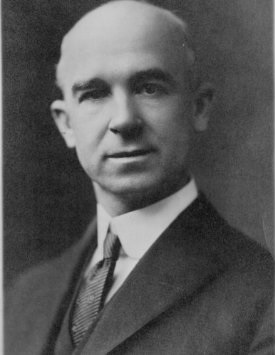
William Henry Coleman

William Henry Coleman (* 28. Dezember 1871 in North Versailles, Allegheny County, Pennsylvania; † 3. Juni 1943 in McKeesport, Pennsylvania) war ein US-amerikanischer Politiker. Zwischen 1915 und 1917 vertrat er den Bundesstaat Pennsylvania im US-Repräsentantenhaus.

## Werdegang
William Coleman besuchte die öffentlichen Schulen seiner Heimat und studierte danach an der Columbian University, der heutigen George Washington University, Jura. Gleichzeitig schlug er als Mitglied der Republikanischen Partei eine politische Laufbahn ein. Zwischen 1906 und 1909 war er Bürgermeister der Stadt McKeesport; von 1909 bis 1915 war er bei der Gerichtsverwaltung im Allegheny County angestellt. Im Juni 1912 nahm er als Delegierter an der Republican National Convention in Chicago teil, auf der Präsident William Howard Taft zur dann erfolglosen Wiederwahl nominiert wurde.
Nach seiner 1913 erfolgten Zulassung als Rechtsanwalt begann Coleman in Pittsburgh in diesem Beruf zu arbeiten. Bei den Kongresswahlen des Jahres 1914 wurde er im 30. Wahlbezirk von Pennsylvania in das US-Repräsentantenhaus in Washington, D.C. gewählt, wo er am 4. März 1915 die Nachfolge von Melville Clyde Kelly antrat. Da er im Jahr 1916 nicht bestätigt wurde, konnte er bis zum 3. März 1917 nur eine Legislaturperiode im Kongress absolvieren.
Nach dem Ende seiner Zeit im US-Repräsentantenhaus praktizierte William Coleman wieder als Anwalt. Er starb am 3. Juni 1943 in McKeesport und wurde in Dravosburg beigesetzt.